# 雲林縣二二八紀念碑
雲林縣二二八紀念碑，是位於臺灣雲林縣古坑鄉湳仔村、古坑綠色隧道旁的二二八和平紀念碑，2007年落成。

## 造型
雲林縣二二八紀念碑總高28.1公尺，其中碑身24公尺，主要為銅質。碑身兩歧呈現併排的「22」，扣以「8 」字，意涵「並肩齊步共創未來」。
碑座高4.1公尺。裡面陳列反抗軍的鋼盔、槍彈等文物，僅於二二八和平紀念日當天開放。
該碑於2016年2月28日上午7點30分許，被雲林縣府人員發現被塗鴉寫上「哈、仇悢、哈」等字眼、並潑上紅漆。事後，雲林縣警察局斗南分局協調古坑鄉公所在附近裝設數支監視器。

## 建立
1947年二二八事件，3月中旬，張秋梧父親張榮宗等反抗軍在古坑崁腳遭國軍埋伏，全員陣亡。多年後，2000年，逢二二八平反運動，軍方只答應二二八事件紀念基金會在已成為國軍崎頂靶場的埋屍處樹立一座小型的古坑二二八紀念碑，而不願讓地闢建紀念公園。在縣府及二二八和平促進會合作下，大型紀念碑與紀念公園選擇與古坑二二八紀念碑同一道路，即台3線旁。
2002年8月6日，為另地興建紀念碑與公園，雲林縣府主任秘書陳武雄召開跨局室會議研商，決定徵收古坑綠色隧道旁台糖用地。10月3日，縣府成立的二二八紀念公園促進委員會召開首次籌備會議，決議由縣長張榮味擔任召集人、副縣長張清良副召集人、主秘陳武雄任執行長、相當單位主管出任委員、古坑鄉長謝淑亞、遺族張秋梧等人也列名。2003年3月4日，籌備會決議先動用營建署補助的新台幣700萬元興建紀念碑，由陳武雄指示土木課先提補助墊付案送議會審議，並組評審委員會。之後，縣府以800多萬元向台糖購置湳仔村0.7甲土地作為建碑處。

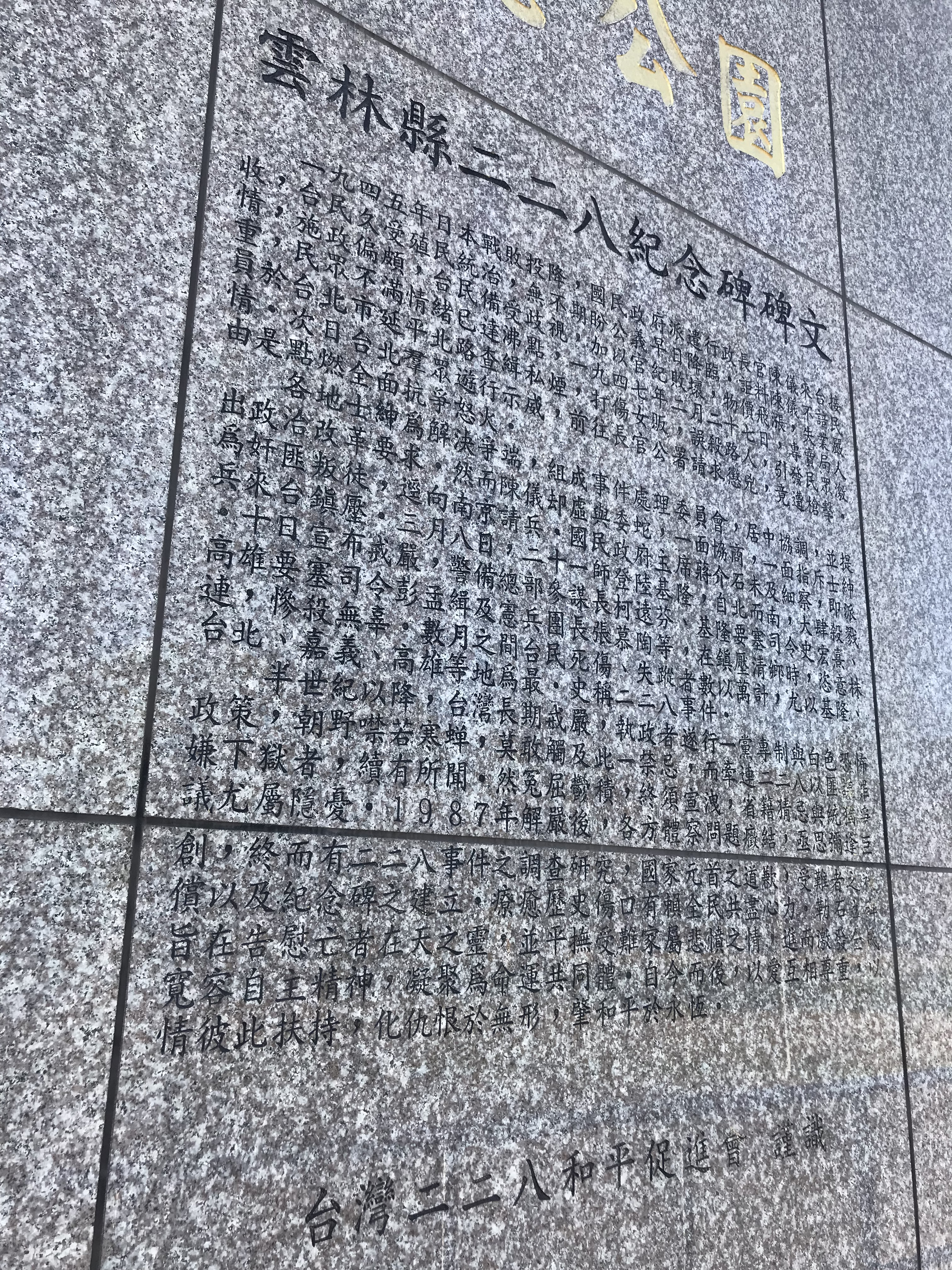
碑文

2005年2月27日，在古坑綠色隧道公園旁舉辦建碑說明會，公布由張秋梧選上建築師李育奇的設計圖、經費1631萬元。10月27日，動土，由代理縣長李進勇參與。11月1日，古坑鄉民代表陳文山表示，事件發生在崁腳村，認為設址在此是不相干。2007年2月28日，舉行紀念碑落成典禮時，立委林樹山等參與。